# Michel Guy de Tours
Michel Guy de Tours (* 1562 in Tours; † 1611) war ein französischer Dichter.

## Leben und Werk
Michel Guy, der sich Guy de Tours nannte, war Rechtsanwalt in Tours und dichtete nach dem Vorbild der Amours von Pierre de Ronsard. Laut Marie-Madeleine Fontaine war er typisch für den Übergang von Ronsard zu Théophile de Viau.

## Werke
- Les Premières oeuvres poétiques et soupirs amoureux. I. Du Carroy, Paris 1598.
  - Premières oeuvres et soupirs amoureux. Le Paradis d’amour, les Mignardises amoureuses, Meslanges et épitaphes de Guy de Tours. Hrsg. Prosper Blanchemain (1816–1879). L. Willem, Paris 1878. Slatkine, Genf 1969.